# Конарева, Наталия Никитична
Наталия Никитична Конарева (2 августа 1920—24 июля 2000) — передовик советского сельского хозяйства, звеньевая колхоза «Красное поле» Курганинского района Краснодарского края, Герой Социалистического Труда (1948).

## Биография
Родилась 2 августа 1920 года в станице Владимирская Краснодарского края в русской крестьянской семье.
В 1937 году окончила обучение в школе и пошла работать в колхоз «Красное поле». В 1945 году возглавила звено колхоза в станице Курганинской, которое по итогам 1948 года достигло высоких показателей по сбору урожая зерновых. Получило урожай пшеницы 34,5 центнера с гектара на площади 18 гектаров.
Указом Президиума Верховного Совета СССР от 6 мая 1948 года за получение высокого урожая пшеницы и кукурузы Наталье Никитичне Конаревой было присвоено звание Героя Социалистического Труда с вручением ордена Ленина и золотой медали «Серп и Молот».
Продолжала работать в полеводческой бригаде № 4. В 1972 году вышла на заслуженный отдых.
Умерла 24 июля 2000 года.

## Награды
- золотая звезда «Серп и Молот» (06.05.1948)
- орден Ленина (06.05.1948)
- Заслуженный работник сельского хозяйства Кубани (09.01.1996).